# Comté de Maurienne
XIe siècle
Entités précédentes :
- Sapaudie
- Comté de Vienne

Entités suivantes :
- Comté de Savoie

Le comté de Maurienne (en latin comitatus Maurianensis) est un comté issu de la partition de la Sapaudie et du comté de Vienne aux Xe – XIe siècles.

## Territoire
Le territoire du comté de Maurienne s'étend le long de la vallée de l'Arc — correspondant approximativement à la province de Maurienne actuelle —, mais aussi sur les vallées intra-alpines qui comprenait alors le val de Suse et celui de Briançon. Selon l'historien Camille Renaux et l'archiviste Jules-Joseph Vernier (1866-1925), le comté s'arrêtait pour l'aval, à l'entrée de la vallée de l'Arc, correspondant à l'ancien pont situé sur la commune d'Aiton.

## Histoire
« Après la mort des rois Boson et Rodolphe, le royaume d’Arles et de Vienne prit fin et alors surgirent les deux comtés de Maurienne et d’Albon : en Maurienne, le premier comte fut  Humbert Blanches-Mains. »

— Généalogie de l'abbaye d'Hautecombe (ca. 1342), 
L'arrivée des Humbertiens — ayant donné naissance à la maison de Savoie — en Maurienne coïncide avec la disparition du dernier roi de Bourgogne, Rodolphe III. Cette famille de seigneurs arrivent du pagus de Sermorens (sud de l'évêché de Belley) où ils ont des possessions au début de l'an Mil. Face au conflit de succession du roi, deux camps s'opposent. Le comte Humbert prend le parti de l'empereur du Saint-Empire Conrad II, dit Le Salique, duc de Franconie. Durant le conflit de succession qui oppose l'empereur à son neveu, Eudes II de Blois, le comte est chargé du commandement d'une armée qui, en provenance du val d'Aoste, envahit les terres conquises par Eudes. Il intervient, notamment, dans la marche de Maurienne, en 1033, pour soumettre l’évêque rebelle de Maurienne, qui avait reçu le soutien d'Eudes II. Avec quelques troupes qu’il avait levées en Piémont, Humbert organisa un long siège de la ville de Saint-Jean-de-Maurienne, résidence de l’évêque, puis la prit d’assaut et la fit entièrement raser. Il marche ensuite sur la cité de Genève, où il remporte la victoire l'année suivante. L’empereur Conrad annexe l’évêché de Maurienne à celui de Turin, et le siège épiscopal de Saint-Jean-de-Maurienne est interdit jusqu’en 1061. En remerciement de son soutien, l'empereur Conrad II aurait fait une donation importante à Humbert. En 1030 ou 1043, Humbert porte le titre de comes maurianensis. Ce dernier semble déjà posséder le contrôle sur les comtés de Salmourenc, de Savoie depuis 1003, puis celui de Belley, de Nyon en 1018, enfin celui d’Aoste en 1024 et de Chablais en 1032.
Il s'installe avec sa famille, en prenant possessions des châteaux de Charbonnières et d'Hermillon, sans que l'on sache réellement dans quelle condition, comme le rappelle Benard Demotz. Le château de Charbonnières était, semble-t-il, une possession des seigneurs de Miolans,. Les Humbertiens tiennent donc militairement la vallée à partir de ces deux édifices.
Vers 1060, l'archevêque de Vienne, Léger, impose la fermeture de l'atelier monétaire d'Aiguebelle.

## Seigneurs

### Liste des premiers comtes
Le titre de comte de Maurienne est porté par les Humbertiens, à l'origine de la maison de Savoie, jusqu'à Amédée III, qui devient le premier à porter officiellement le titre de comte de Savoie (1143),,. Il faut, toutefois, souligner que le chanoine Adolphe Gros (1948) annotait que l'« On dit qu'Amédée III avait été le premier à prendre le titre de comte de Savoie, et l'on cite à l'appui de cette affirmation la charte de l'abbaye d'Hautecombe (1125). Mais ce document est reproduit d'après Guichenon, et l'on sait la liberté que prend cet auteur avec les textes documentaires ».
Ce titre, en latin comes maurianensis, est habituellement traduit en comte de Maurienne. Selon le médiéviste Laurent Ripart, il devrait plutôt être traduit comme comte en Maurienne lorsqu’appliqué aux premiers humbertiens, puisque leur comté ne recouvre pas toute la vallée de la Maurienne,.
Dans les années 1030, le comte Humbert donne naissance à une nouvelle dynastie que les historiens appelleront les « Humbertiens », futurs comtes, puis ducs de Savoie :
- Dans les années 1030-v. 1042 : Humbert dit Humbert aux Blanches Mains (v. 980-v. 1042)
- v. 1042-v. 1050 : Amédée Ier, fils du précédent
- v. 1050-v. 1060 : Othon Ier, frère du précédent
- v. 1060-v. 1078 : Pierre Ier, fils du précédent
- v. 1078-1094 : Amédée II (v. 1048-1094), frère du précédent
- 1094-1103 : Humbert II (mort en 1103), fils du précédent
- 1103-1149 : Amédée III (v. 1095-30 août 1149), fils du précédent, mort lors de la deuxième croisade. Premier à porter le titre de comte de Savoie, à partir de 1143.

Les comtes de Maurienne portent aussi le titre de comte de Chablais, de Belley et marquis de Turin. André Perret indique, toutefois, qu'il faut attendre les successeurs de Thomas Ier pour que les comtes substituent le titre de Savoie à celui de Maurienne.

### Vicomtes
Les premiers membres de la famille de La Chambre aurait obtenu d'un évêque de Maurienne, Éverard (990-1030), la « gestion de son domaine temporel »,,. Ils portent, depuis cette période, le titre de vicomte (vice comes),. Le dernier héritier de la famille disparait en 1454.